# La Puebla de Castro
La Puebla de Castro est une commune espagnole appartenant à la province de Huesca (Aragon, Espagne) dans la comarque de la Ribagorce.

## Histoire
Des fouilles, menées à partir de 1991, ont permis de retrouver des vestiges importants de la petite cité romaine de Labitolosa, située sur le territoire de la commune, au Cerro del Calvario, sur un site dominant la vallée de l'Esera. Elle a été occupée dès le Ier siècle av. J.-C., a connu son apogée dans la deuxième moitié du Ier siècle et la première moitié du IIe siècle, avant d'être abandonnée vers 200 ap. J.-C. pour des raisons qui ne sont pas connues.

## Lieux et monuments
- Vestiges de la cité romaine de Labitolosa : curie, thermes, domus. Site archéologique ouvert à la visite.
- Église paroissiale Santa Barbara sur la Plaza Mayor (gothique aragonais) ; elle abrite le retable de San Román (XIIe siècle).
- Village inhabité de Castro :
  - Ruines du château de Castro ;
  - Église romane de San Román.